# Nils Frykberg
Nils Frykberg (né le 13 mars 1888 à Uppsala et décédé le 13 décembre 1966 à Gävle) est un athlète suédois spécialiste du demi-fond. Son club était l'IFK Gävle.

## Biographie

### Palmarès
| Date | Compétition           | Lieu      | Résultat | Épreuve            | Performance |
| ---- | --------------------- | --------- | -------- | ------------------ | ----------- |
| 1912 | Jeux olympiques d'été | Stockholm | 2e       | 3 000 m par équipe | 13 pts      |

### Records
| Épreuve      | Performance  | Lieu | Date |
| ------------ | ------------ | ---- | ---- |
| 1 500 mètres | 4 min 05 s 3 |      | 1912 |